# Gile Steele
Gile Steele (Cleveland, Estats Units 1908 - Culver City 1952) fou una dissenyadora de roba estatunidenca de pel·lícules, guanyadora de dos premis Oscar.

## Vida personal
Va néixer el 24 de setembre de 1908 a la ciutat de Cleveland, població situada a l'estat nord-americà d'Ohio.
Va morir el 16 de gener de 1952 a la ciutat de Culver City, població situada a l'estat de Califòrnia, a l'edat de 43 anys, a conseqüència d'una aturada cardíaca.

## Carrera artística
Inicià la seva carrera l'any 1938 a la Metro Goldwyn Mayer dissenyant els vestits de l'actriu Norma Shearer per a la producció Maria Antonieta de W. S. Van Dyke. Posteriorment treballà per a les produccions Pride and Prejudice de Robert Z. Leonard, Blossoms in the Dust de Mervyn LeRoy, Dr. Jekyll and Mr. Hyde de Victor Fleming, Mrs. Miniver de William Wyler o Madame Curie de LeRoy.
En la primera edició que s'atorgà un premi Oscar al millor vestuari aconseguí una nominació pel seus dissenys a The Emperor Waltz de Billy Wilder, si bé no aconseguí el premi. Posteriorment el guanyà en dues ocasions per a les pel·lícules The Heiress de William Wyler (1949) i Samson and Delilah de Cecil B. DeMille.

## Premis

### Premi Oscar
| 1948 | Millor vestuari color         | The Emperor Waltz (juntament amb Edith Head)                                                  | Nominat   |
| 1949 | Millor vestuari blanc i negre | The Heiress (juntament amb Edith Head)                                                        | Guanyador |
| 1950 | Millor vestuari color         | Samson and Delilah (juntament amb Edith Head, Elois Jenssen, Dorothy Jeakins i Gwen Wakeling) | Guanyador |
| 1951 | Millor vestuari color         | The Great Caruso (juntament amb Helen Rose)                                                   | Nominat   |
| 1951 | Millor vestuari blanc i negre | Kind Lady (juntament amb Walter Plunkett )                                                    | Nominat   |
| 1952 | Millor vestuari color         | La viuda alegre (juntament amb Helen Rose)                                                    | Nominat   |